# Штефан Голбан

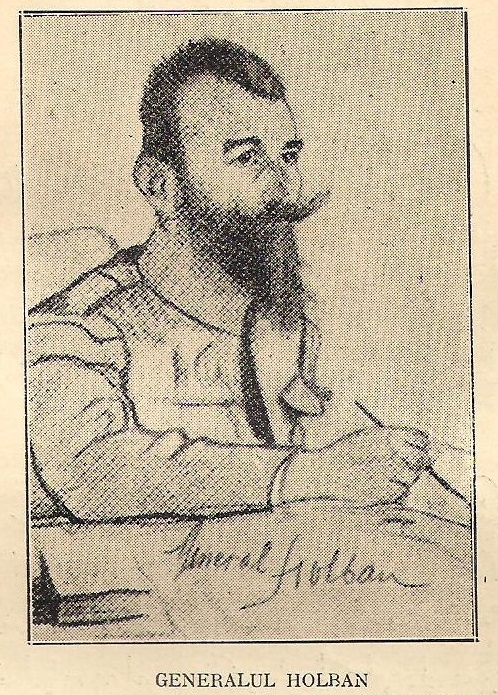
Генерал Голбан, як військовий губернатор Будапешта, 1919 рік.

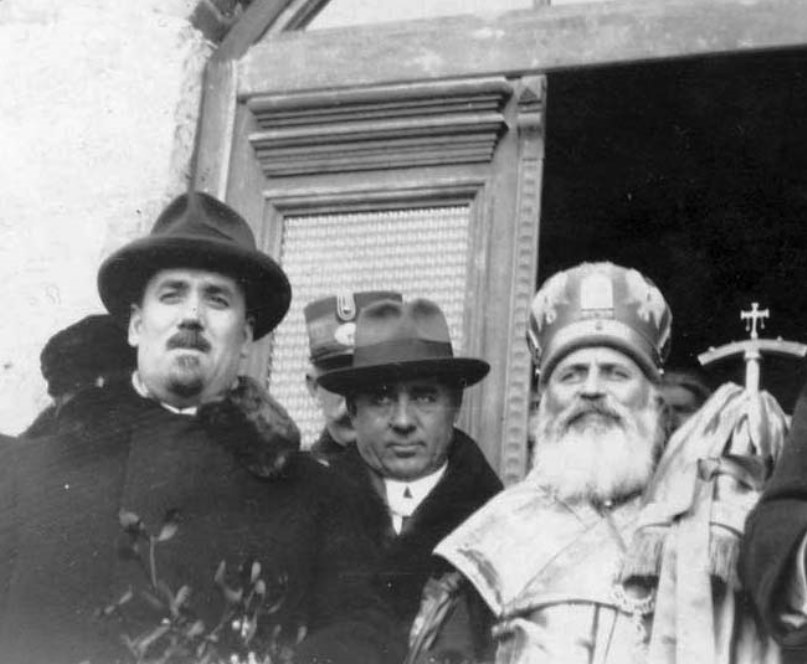
Штефан Голбан (у центрі) разом з Пантелеймоном Халіппою та митрополитом Гуріе Гросу присутні на релігійному заході в Ніспорені, 1930 рік.

Штефан Голбан (15 травня 1869 — 2 грудня 1939) — румунський генерал і політик, який брав участь в угорсько-румунській війні проти більшовицького режиму Бели Куна в Угорщині в 1919 році і був військовим міністром у 1921—1922 роках.

## Біографія
Народився у Васлуї, він закінчив у 1889 році школу кавалерійських офіцерів, підвищившись у 1898 році до звання капітана. У 1898—1900 роках навчався у Вищій військовій школі. Його донька Марія Голбан, народився в 1901 році і згодом став відомим істориком.
У 1914 році отримав звання полковника. У жовтні 1916 року, після вступу Румунії в Першу світову війну на боці союзників, він прийняв командування 9-ю та 19-ю дивізіями румунської армії. У 1917 році отримав звання бригадного генерала.
У червні 1918 року Голбан був призначений командиром 6-ї дивізії, яка наприкінці 1918 року увійшла до Трансільванії. 20 квітня 1919 року разом з генералом Траяном Мошою (командуючим румунською групою армій «Північ») і полковником Димітру сачеларіе він увійшов до Ораді. У липні 1919 року сили під його командуванням прикривали лінію фронту чисельністю близько 150 км (93 миля); у першому ешелоні була 18-та піхотна дивізія генерала Даніла Паппа, а в другому ешелоні — 1-а дивізія Vânători de munte генерала Арістіде Лекка. 4 серпня 1919 року, коли румунські війська під загальним командуванням генерала Георге Мердереску увійшли до Будапешта, Голбан був призначений військовим губернатором міста. Як губернатор, він схвалив звільнення в'язнів, утримуваних комуністичним режимом у таборі Ракошпалота та інших в'язницях, а також повернення майна, конфіскованого Угорською Радянською Республікою.
У 1921 році йому присвоєно звання генерала дивізії. Він обіймав посаду військового міністра в кабінеті Таке Йонеску з 17 грудня 1921 року по 19 січня 1922 року.
Помер у Бухаресті в 1939 році. Його іменем названо вулицю в 1 секторі столиці. Середня школа в Карпіненах (село у Гинчештському районі, Молдови) також носить його ім'я.